# Marcus Odilon Ribeiro Coutinho
Marcus Odilon Ribeiro Coutinho (Santa Rita, 26 de abril de 1939 – João Pessoa, 24 de fevereiro de 2020) foi um historiador, advogado e político brasileiro, filiado ao Partido Social Cristão (PSC). Prefeito de Juarez Távora por duas vezes, de Santa Rita por quatro vezes e deputado estadual da Paraíba.

## Biografia
Filho do usineiro Flaviano Ribeiro Coutinho e de Celeste Teixeira Ribeiro Coutinho, nasceu no casarão da Usina Santana, em Santa Rita, na Paraíba. Fez curso primário no Instituto Santa Terezinha. Em 1964, bacharelou-se em Direito, pela Universidade Federal da Paraíba.
Foi sócio da Usina Santana.
Casou-se com Ana Lúcia Almeida Ribeiro Coutinho, tendo dois filhos: Luciana e, o deputado estadual, Flaviano Quinto.
Nomeado membro do Instituto Histórico e Geográfico da Paraíba em 1981 e diretor de Atividades Culturais.

## Carreira política
- 1960: eleito prefeito de Juarez Távora, pela UDN.
- 1968: eleito pela segunda vez prefeito do município de Juarez Távora, com 676 votos, cerca de 70,34% dos votos válidos, pelo MDB.
- 1976: eleito prefeito de Santa Rita pela ARENA, com 4.919 votos (37,5%).
- 1982: eleito deputado estadual da Paraíba pelo PMDB, com 28.189 votos, sendo o segundo mais votado do estado.
- 1985: candidato a prefeito da capital paraibana, João Pessoa, pelo PTB, perdendo para o médico e deputado federal Antônio Carneiro Arnaud (PMDB). Nessa eleição obteve 50.387 votos (41,12%), contra 60.791 (49,61%) de Carneiro Arnaud.
- 1986: candidato a vice-governador da Paraíba na chapa de Marcondes Gadelha pelo PFL, obtiveram 459.589 votos (37,26%), enquanto Tarcísio Burity e o deputado, candidato a vice-governador, Raimundo Asfora foram eleitos com a marca de 755.625 votos (61,27%).
- 1988: eleito novamente prefeito do município de Santa Rita pelo PTB, com 12.256 sufrágios (47,56%).
- 1994: é candidato a deputado federal pelo PTB, atingindo a primeira suplência de sua coligação, com 33.471 votos. Nesta eleição, Marcus Odilon foi preso, devido acusações de sonegação fiscal, sendo alvo de reportagem da Folha de S.Paulo. Sua candidatura havia sido cassada pelo Tribunal Regional Eleitoral da Paraíba devido seu mandado de prisão, mas deferida pelo Tribunal Superior Eleitoral, em Brasília.[3]
- 2002: foi candidato a deputado estadual pelo PDT, atingindo a segunda suplência de sua coligação, obtendo 11.646 votos.
- 2004: eleito mais uma vez prefeito de Santa Rita pelo PDT, atingindo a marca de 36.165 sufrágios (60,05%).
- 2008: reeleito prefeito de Santa Rita, dessa vez pelo PMDB. Obteve 32.038 votos (50,85%).

## Obras publicadas
- Poder, Alegria dos Homens, 1965;
- Santa Rita do Tibiri, 1982;
- Gatilho e Sangue na Assembléia, 1984;
- Adalberto Ribeiro, o Senador da Constituinte, 1984;
- Por um governo Povo da Silva, 1984;
- Pequeno Dicionário de Fatos e Vultos Históricos da Paraíba, 1985;
- O Livro proibido do Padre Malagrida, 1986;
- Camumbembe e seus parentes (organizador), 1997;
- Uma Revolução em Santa Rita, 1999;
- A Humanidade sem culpa, 1994;
- Antropofagia, Existiu ou Não, 2000;
- Água Doce de Ontem, 2000;
- Juarez Távora de Hoje, 2000;
- Doutor Fonseca, 2000;
- Camillo de Hollanda, 2001;
- Logradouros da Grande João Pessoa – Personagens e Fatos, co-autoria de Natércia Suassuna Dutra Ribeiro Coutinho, 2001;
- Filhos de Deus, 2002;
- Santa Rita de ontem e de sempre, 2004.

## Prêmios e comendas
- Mérito Cultural José Maria dos Santos.